# قائمة مواقع التراث العالمي في أذربيجان
أمثلة على الفن الصخري في إشيري شيهر وغوبوستان، حيث تقع اليونسكو في موقع اليونسكو للتراث العالمي، قصر شيرفانشاهس وبرج العذراء.وقبلت جمهورية أذربيجان لدى اليونسكو في 3 حزيران / يونيه 1992. وفي عام 1996، وقعت مذكرة تعاون بين اليونسكو وأذربيجان.

## التراث العالمي في أزيربيجان
| الصورة      | الاسم                 | الموقع                                                              | النوع | الرقم | سنة التسجيل | ملاحظات |
| ----------- | --------------------- | ------------------------------------------------------------------- | ----- | ----- | ----------- | --- |
| ' أذربيجان' |                       |                                                                     |       |       |             | |
|             | المدينة القديمة       | باكو، المدينة القديمة 40°21′54″N 49°50′10″E / 40.36500°N 49.83611°E | ثقافي |       | 2000        | دخل المدينة القديمة إلي قائمة مواقع التراث العالمي في أذربيجان في عام 2000 |
|             | قصر الشروانشاهيين     | باكو، المدينة القديمة 40°21′58″N 49°50′00″E / 40.36611°N 49.83333°E | ثقافي |       | 2000        | هو قصر يعود للقرن الخامس عشر. وفي عام 2000، أُضيفت مجموعة من المعالم المعمارية والثقافية الأذربيجانية الفريدة من نوعها قائمة اليونسكو للتراث العالمي |
|             | برج العذراء (باكو)    | باكو، المدينة القديمة 40°21′58″N 49°50′14″E / 40.36611°N 49.83722°E | ثقافي |       | 2000        | في 2001 وضعت في لائحة التراث العالمي التابعة لليونسكو وهذا البرج له صورة موضوعة على عملة 10 مانات أذربيجاني. |
|             | متنزه جوبوستان الوطني | باكو 40°06′20″N 49°23′20″E / 40.10556°N 49.38889°E                  | ثقافي |       | 2007        | هو موقع تل وجبل يقع جنوب شرق جبال القوقاز في أذربيجان ويطل على نهر جايرانكيتشماز بين نهري بيرساغات وسومغايت وتبعد عن العاصمة باكو وبحر قزوين 60 كلم جنوب غرب، يتواجد في هذا المتنزه رسوم على صخر تعود إلى العصر الجليدي وفي سنة 2007 صنف المتنزه كموقع تراث عالمي من قبل اليونسكو. |
|             | قصر الخان في شكي      | شكي 54°11′47″N 41°12′16″E / 54.19639°N 41.20444°E                   | ثقافي |       | 2019        | تقع مدينة شكي التاريخية عند سفح جبال القوقاز الكبرى ويمر وسطها نهر جرجانا قاسماً إياها إلى قسمين. وفي حين جرى بناء الجزء الشمالي من المدينة، وهو الجزء الأقدم فيها، على الجبل، فإن الجزء الجنوبي منها يمتد في وادي النهر. ويمتاز مركز المدينة التاريخي، الذي أعيد بناؤه بعد تدمير مدينة سابقة كانت قائمة مكانه جرّاء التدفقات الطينية في القرن الثامن عشر، بتشكيلة معمارية تقليدية من المنازل ذات الأسطح العالية الجملونية. |

وقد أدرج المركز التاريخي لباكو، وهو مجمع إشيري شيهر المعماري، في قائمة التراث العالمي في كانون الأول / ديسمبر 2000.أدرج محمية غوبوستان التاريخية والفنية في قائمة التراث العالمي في صيف عام 2007.
و قد أدرجت «تقليد إعداد واقتسام ورق العنب (دولمة) مؤشر الهوية الثقافية» في أذربيجان بوصفها ضمن القائمة التمثيلية للتراث الثقافي غير المادي لليونسكو في 6 ديسمبر، عام 2017.

## مواقع التراث العالمي
اسم; لجنة التراث العالمي كما ورد في قائمة
مكان; الموقع والإحداثيات
تاريخ; الوقت الذي تم بناؤه أو الوقت الذي تم بناؤه
بيانات اليونسكو; الرقم المرجعي، سنة الاختيار والمعايير
تعليمات; وصف موجز للمنطقة
الألوان;      الثقافية،      الحقل الطبيعي،      منطقة مختلطة

## قائمة مؤقتة
وهناك عشرة كيانات مدرجة في قائمة التراث العالمي بأذربيجان.ستة منها ثقافية، وأربعة طبيعية.وقد تم اخر تحديث لهذه القائمة يوم 24 أكتوبر من عام 2001.
| الصورة      | الاسم                    | الموقع                                                               | النوع  | الرقم | سنة التسجيل | ملاحظات |
| ----------- | ------------------------ | -------------------------------------------------------------------- | ------ | ----- | ----------- | --- |
| ' أذربيجان' |                          |                                                                      |        |       |             | |
|             | معبد آتشكاه (باكو)       | باكو 40°24′55.7″N 50°00′31.0″E / 40.415472°N 50.008611°E             | ثقافي  |       | 1998        | تم ترشيحه معبد النار لقائمة اليونسكو للتراث العالمي عام 1998، واعلن اثرا تاريخيا مهما في أذربيجان عام 2007. |
|             | سلسلة جبلية              | باكو 40°21′58″N 49°50′00″E / 40.36611°N 49.83333°E                   | ثقافي  |       | 2000        | إقتنى أراضي أذربيجان التاريخية التضاريس الجبالي. إرتفاعه المطلق هو من 28 م (سواحل قزوين) حتى 4821 م (بازاردو). و محاطت بجبال بالقوقاز. جبال القوقاز هي سلسلة جبال تقع بين البحر الأسود وبحر قزوين في منطقة القوقاز. |
|             | حديقة هيركان الوطنية     | 38°30′34.0″N 48°45′50.0″E / 38.509444°N 48.763889°E                  | لنكران | 2004  |             | حديقة هيركان الوطنية هي حديقة في أراضي لرفات آستارا ولنكران. تم بنى في عام 2004. تشكل أراضها 40.358 هكتار. |
|             | قصر الخان في شكي         | شكي 41°12′16.1″N 47°11′54.9″E / 41.204472°N 47.198583°E              | ثقافي  |       | 2001        | كان قصر الخان في شكي المقر الصيفي للأسرة الحاكمة في شكي في أذربيجان. بني قصر الخان في شكي بين عامين 1790 - 1797 على يد محمد حسن خان. وتم ترشيحه عام 1998 ليكون ضمن قائمة التراث العالمي لليونسكو.                   |
|             | مدينة أوردوباد التاريخية | جمهورية نخجوان الذاتية 38°54′35″N 46°01′19″E / 38.90972°N 46.02194°E | ثقافي  |       | 2001        | |
|             | مدينة شوشا التاريخية     | شوشا (مدينة) 38°54′17″N 46°1′23″E / 38.90472°N 46.02306°E            | ثقافي  |       | 2001        | هي مدينة في منطقة مرتفعات قرة باغ لجمهورية أذربيجان. تأسس مدينة على يد ملك قارة باغ بناهلي خان. |
|             | قلعة ماردكان المربع      | باكو 40°29′31″N 50°08′26″E / 40.49194°N 50.14056°E                   | ثقافي  |       | 2001        | هي قلعة قديمة تقع في ماردكان، باكو، أذربيجان. أنشأت القلعة بشكل رباعي من قبل أخسيتان بن منوجوهر في وسط قرن 14. |
|             | قلعة ماردكان الدائرية    | باكو 44°40′29″N 50°49′48″E / 44.67472°N 50.83000°E                   | ثقافي  |       | 2001        | هي قلعة تقع في ماردكان، باكو، أذربيجان. القلعة تسمى قلعة الشيخ أيضا من قبل السكان المحليين. يرجع تاريخ إنشاء القلعة إلى 1232.                                                                                       |
|             | قلعة رمانى               | باكو 27°40′22″N 49°58′48″E / 27.67278°N 49.98000°E                   | ثقافي  |       | 2001        | هي قلعة واقعة في مستوطنة رمانى في مدينة باكو، ويعود إلى قرن الرابع عشر. |
|             | قلعة ناردران             | باكو 40°33′41″N 50°0′17″E / 40.56139°N 50.00472°E                    | ثقافي  |       | 2001        | |
|             | قلعة باييل               | باكو 40°21′11″N 49°50′27″E / 40.35306°N 49.84083°E                   | ثقافي  |       | 2001        | |
|             | ضريح جولوسطان            | جمهورية نخجوان الذاتية 38°58′17″N 45°35′15″E / 38.97139°N 45.58750°E | ثقافي  |       | 1998        | |
|             | ضريح مؤمنة خاتون         | جمهورية نخجوان الذاتية 50°24′45″N 39°12′6″E / 50.41250°N 39.20167°E  | ثقافي  |       | 1998        | ضريح مؤمين خاتون هو عمل رائع للمعمار الاذربيجاني المشهور عجمي نخجيواني وأحد من أهم المعالم الأثرية لمدرسة نخجوان مراغة (إيران المعماري) المعمارية.                                                                  |
|             | ضريح قاراباغلار          | جمهورية نخجوان الذاتية 39°25′N 45°11′E / 39.417°N 45.183°E           | ثقافي  |       | 1998        | |